# Kazachstania siamensis
Kazachstania siamensis är en svampart som beskrevs av Limtong, Yongman., Tun, H. Kawas. & Tats. Seki 2007. Kazachstania siamensis ingår i släktet Kazachstania och familjen Saccharomycetaceae.   Inga underarter finns listade i Catalogue of Life.